# Familles Challe
 (signalé en juin 2025).
Si vous disposez d'ouvrages ou d'articles de référence ou si vous connaissez des sites web de qualité traitant du thème abordé ici, merci de compléter l'article en donnant les références utiles à sa vérifiabilité et en les liant à la section « Notes et références ».
- Archive Wikiwix
- Bing
- Cairn
- DuckDuckGo
- E. Universalis
- Gallica
- Google
- G. Books
- G. News
- G. Scholar
- Persée
- Qwant
- (zh) Baidu
- (ru) Yandex
- (wd) trouver des œuvres sur Wikidata

Pour les articles homonymes, voir Challe.
Les personnalités portant le nom de famille Challe sont issues de plusieurs familles sans liens de filiation connus entre ces familles.
On distingue trois origines : Geispolsheim dans le Bas-Rhin, Aiguilles dans les Hautes-Alpes et Paris.

## Liens de filiation entre les personnalités de ces familles
La lecture des actes d'état civil permet d'établir les liens de filiation suivants.

### Bas-Rhin
Famille Schaal de Geispolsheim originaire du département du Bas-Rhin, puis installée à Auxerre au XIXe siècle.
- Jacob Schaal (1er mai 1697 à Geispolsheim - 12 avril 1775 à Geispolsheim), serrurier. Le 18 février 1726 à Geispolsheim, il épouse Eva Bodemer.
  - Denis Schaal renommé Challe (10 avril 1741 à Geispolsheim - 8 septembre 1797 à Surgères), cloutier. Le 4 février 1765 à Fontenay-le-Comte, il épouse Marie Greffard.
    - Pierre Challe (6 août 1770 à Surgères - 5 mars 1862 à Auxerre), négociant, homme politique, maire d'Auxerre. Le 30 août 1796 à Brienon-sur-Armançon, il épouse Marie Catherine Julie Gende.
      - Ambroise Challe (13 juin 1799 à Auxerre - 28 février 1883 à Auxerre), avocat, historien.
      - Alexandre Challe (25 décembre 1801 à Auxerre - 23 juin 1845 à Auxerre), négociant. Le 22 avril 1833 à Auxerre, il épouse Elisabeth Lavollée.
        - Léon Alexandre Challe (24 août 1834 à Auxerre - 14 janvier 1895 à Auxerre), intendant militaire. Le 22 avril 1863 à Auxerre, il épouse Marie Pauline Emilie Guiblin.
          - Georges Émile Paul Challe (1864-1917), général français de l'Armée de terre (infanterie), mort pour la France. Il est l'un des 42 généraux français morts au combat durant la Première Guerre mondiale. Le 26 janvier 1897 à Sens, il épouse Marie Froment.
            - Léon Challe (1898-1984), lieutenant-colonel, aviateur militaire.
            - Bernard Georges André Joseph Challe (1906-1977), général d'armée dans l'armée de l'air.
            - Maurice Challe (1911-1945), mort pour la France durant la Seconde Guerre mondiale.
            - René Challe (1913-2006), colonel, aviateur.

          - André Hubert Léon Challe (1875-1957), général.
          - Maurice Challe (1879-1916), mort pour la France durant la Première Guerre mondiale.

### Hautes-Alpes
Famille Challe d'Aiguilles dans le département des Hautes-Alpes.
- André Challe (2 février 1698 à Aiguilles - 5 mai 1753 à Aiguilles). Le 7 juin 1714 à Aiguilles, il épouse Suzanne David.
  - Blaise Challe (1723 à Aiguilles - 14 novembre 1787 à Aiguilles). Le 28 octobre 1749 à Aiguilles, il épouse Catherine Laurens.
    - Jean Challe (14 septembre 1761 à Aiguilles - 3 juillet 1830 à Aiguilles), propriétaire cultivateur à Aiguilles. Le 20 mai 1783 à Aiguilles, il épouse Elisabeth Laurens.
      - Blaise Challe (19 août 1798 à Aiguilles - 11 mars 1884 à Aiguilles), greffier. Le 22 avril 1818 à Aiguilles, il épouse Catherine Jouve.
        - Prosper Challe (22 novembre 1837 à Aiguilles - 8 décembre 1891 à Aiguilles). Le 24 avril 1878 à Avignon, il épouse Mélanie Louise Guerin.
          - Marcel Blaise Challe (11 avril 1879 à Avignon - 12 novembre 1941 à Avignon). Il épouse Germaine Lentheric.
            - Maurice Challe (5 septembre 1905 au Pontet - 18 janvier 1979 à Paris), instigateur du putsch des généraux vers la fin de la guerre d'Algérie.

          - Isidore Marie Challe 1885-1962 épouse à Sorgues le 23 avril 1919 Jeanne Berthelemy
            - Pierre Blaise Challe (13 octobre 1923 à Sorgues) épouse Suzanne Bruneau, (1926-2012) magistrate.

### Paris
Familles Challe, originaire de Paris.
- Michel Challe (1685 à Paris - 2 avril 1748 à Paris), maître menuisier. En décembre 1713 à Paris, il épouse Catherine Roquint (1695 - 20 février 1759 à Paris).
  - Charles-Michel-Ange Challe (1718-1778), peintre et architecte.
  - Simon Challe (1719-1765), sculpteur.
  - Catherine Challe (1735- 21 mai 1802 à Saint-Germain-en-Laye) épouse Gabriel Germain Marie dit Saint-Germain

- Jean Challe ( - 1er mai 1681 à Paris), juré porteur de grain, juré auneur et visiteur de toiles, bourgeois de Paris. Le 28 avril 1650, il épouse Simone Raymond.
  - Robert Challe (17 août 1659 à Paris - 25 janvier 1721 à Chartres), écrivain français.